# F-connect
一般社団法人F-connect（エフコネクト）は、Jリーガー小池純輝と梶川諒太によって設立されたFootballを架け橋にして様々な活動を通じて、児童養護施設の子ども達の支援をおこなう団体である。F-connectは、フットボールコネクトの略称。

## 概要
一般社団法人F-connect（エフコネクト）は、2015年にプロサッカー選手小池純輝と梶川諒太により設立された【footballで繋げる、Footballが繋げる】をコンセプトに様々なチャリティー活動を通じて、児童養護施設の子ども達の支援をおこなう団体である。
2019年からは、F-connectの活動をデュアルキャリアと捉え、F-connectに関わる全ての選手が地域・社会貢献活動を通じてキャリアアップを目指し、【人としての成長】を目的とした取り組みを強化。

## 歴史

### 2014年
8月25日、当時J2リーグ横浜FCに所属をしていた小池純輝が知人の依頼により神奈川県内の児童養護施設へ当時湘南ベルマーレ所属の梶川諒太と私的訪問したことがきっかけとなり活動を開始。その後、施設の子ども達をホームゲームに招待し、シーズン終了後に再度、施設を訪問することで、F-connectのコンセプトの一つ「会いに行く、試合に招待する、また会いに行く」の基礎が生まれる。

### 2015年
2014年の活動を経て、梶川諒太が長崎へと移籍したことを機に、継続して活動をおこうなための団体「F-connect」を設立。小池純輝が神奈川を、梶川諒太が長崎を拠点に活動の幅を広げていく。
12月12日、F-connectとしては施設訪問以外では、初の活動となるチャリティーイベント【F-connect×スマイル×みなと総合高校‼︎】をスマイルフットサル、横浜市立みなと総合高校と合同開催。約200人の一般参加者と神奈川県内の児童養護施設の子ども達40名が参加した。

### 2016年
小池純輝の移籍に伴い、活動エリアに新たに千葉県が加わり、神奈川、長崎、千葉と3県へと拡充。
2月11日 - 14日にブリリアショートショートシアターで行われるヨコハマ・フットボール映画祭にて、F-connectのオリジナルグッズを販売。ヨコハマ・フットボール映画祭がF-connectの活動に賛同したことによりコラボレーションが実現。
5月9日、F-connect活動を目的とした一般社団法人K.SCを設立。
12月10日、2015年に続き2回目となる【F-connect×スマイル×みなと総合高校‼︎】をスマイルフットサル、横浜市立みなと総合高校と合同開催。小池純輝（当時ジェフユナイテッド市原・千葉)、梶川諒太(当時V・ファーレン長崎)、ゲストとして野村直輝、高丘陽平、ナ・ソンス(当時横浜FC)、藤嶋栄介(当時ジェフユナイテッド市原・千葉)

### 2017年
小池純輝、梶川諒太の移籍に伴い、活動エリアに愛媛県、東京都が加わり、東京、神奈川、長崎、千葉、愛媛と1都4県へと拡充。
5月2日、小池純輝の横浜FC時代に活動をサポートしていた野村直輝（当時横浜FC）がF-connectに正式加入。
12月10日、2015年より継続して行われる【F-connect×スマイル×みなと総合高校‼︎】をスマイルフットサル、横浜市立みなと総合高校と合同開催。3度目の開催にはゲストとして、プロフットバッグプレイヤーの石田太志が参加。

### 2018年
1月19日、愛媛児童福祉施設連合会より愛媛FCが感謝状の贈呈を受ける。F-connectとしての活動が評価され小池純輝がクラブを代表して感謝状贈呈式に出席。
2月11日、12日に開催された『ヨコハマ・フットボール映画祭2018』にF-connectのブースを出展。
7月、神奈川県横浜市の山内図書館でF-connectの活動報告を展示。
8月27日、野村直輝の横浜FC時代に活動をサポートしていた新井純平（当時横浜FC）がF-connectに正式加入。
9月、愛媛県松山市の愛媛県立図書館にてF-connectの活動報告を展示。横浜市山内図書館の紹介により実現。
12月9日、2015年より継続して行われるチャリティーイベントを『F-connect×横浜市立南高校チャリティーフットボール powered by Criacao』 名称も新たに実施。スマイルフットサル、横浜市立南高校との合同開催。小池純輝（当時愛媛FC）が出席。2017年に引き続き、プロフットバッグプレイヤーの石田太志が参加。

### 2019年
野村直輝、新井純平の移籍に伴い、活動エリアに徳島県、沖縄県が加わり、東京、神奈川、千葉、愛媛、徳島、長崎、沖縄と1都6県へと拡充。
2月16日、17日にヨコハマ・フットボール映画祭2019内で開催されているフットボール文化祭にF-connectブースを出展。活動紹介やオリジナルグッズの販売をおこなう。ヨコハマ・フットボール映画祭2019に訪れた村井満JリーグチェアマンもF-connectの活動に興味を示す。
4月2日、小池純輝の愛媛FC時代に活動をサポートしていた山﨑浩介と梶川諒太のV・ファーレン長崎時代に活動をサポートしていた三鬼海の2名がF-connectに正式加入。それに伴い活動エリアに山形県が加わり、東京、神奈川、千葉、山形、愛媛、徳島、長崎、沖縄と1都7県へと拡充。
4月30日、小池純輝とsupport契約を結ぶSoccer Junkyショップ「有楽町マルイ8階クラウディオパンディアーニ店」にてF-connectブースを出展。
5月6日、川崎愛児園（神奈川県川崎市）より感謝状の贈呈を受ける。
5月10日、小池純輝とsupport契約を結ぶSoccer Junkyとのコラボ企画【F-connect×サッカージャンキーコラボTシャツ】を販売。
6月1日、法人名を一般社団法人K.SCから一般社団法人F-connectへ変更。（6月13日登記）
6月26日、インターネット番組「サッカーキング ハーフ・タイム」 に小池純輝、梶川諒太が生出演。F-connectの紹介をおこなう。
9月4日、配信のJリーグをもっと好きになる情報番組「JリーグTV」 にてF-connectの活動が紹介される。
12月8日、2015年より継続して行われるチャリティーイベント『F-connect×横浜市立南高校チャリティーフットボール powered by Criacao』 を実施。2019年もスマイルフットサル、横浜市立南高校との合同開催。小池純輝、梶川諒太（東京ヴェルディ）、新井純平（FC琉球）、ゲストとして安在達弥（東京ヴェルディ）らが出席。2018年に引き続き、プロフットバッグプレイヤーの石田太志が参加。

### 2020年
1月1日、小池純輝のジェフ千葉時代に共にプレーをした町田也真人、と野村直輝の徳島ヴォルティス時代に活動をサポートしていた松澤香輝の2名がF-connectに正式加入。移籍・新加入もあり、東京、神奈川、千葉、山形、愛媛、徳島、長崎、大分、沖縄と1都8県に拡充。
1月25日、26日にヨコハマ・フットボール映画祭2020内で開催されているフットボール文化祭にF-connectブースを出展。活動紹介やオリジアナルグッズの販売をおこなう。昨年のヨコハマ・フットボール映画祭2019に訪れた村井満Jリーグチェアマンが2020年も来場。代表小池純輝より直にF-connectの活動を説明し「昨年、F-connectの活動を知ったことで、『シャレン』(Jリーグ社会連携本部)を思いつくキッカケとなった」とお言葉をいただく。
4月7日、YouTubeチャンネル『F-connect cafe』を解説。
4月14日、Web会議システム「ZOOM」にて小池純輝、梶川諒太、野村直輝、新井純平の4名にて、神奈川県二宮町にある心泉学園にオンライン訪問をおこなう。
10月27日、F-connectオリジナルレクチュア『ユメイク』 ローンチ

## 所属メンバー

### 2015年加入
- 小池純輝（東京ヴェルディ）
- 梶川諒太（東京ヴェルディ）

### 2017年加入
- 野村直輝（大分トリニータ）

### 2018年加入
- 新井純平（元FC琉球）

### 2019年加入
- 三鬼海（FC町田ゼルビア）
- 山﨑浩介（モンテディオ山形）

### 2020年加入
- 町田也真人（大分トリニータ）
- 松澤香輝（徳島ヴォルティス）

（ ）内は所属クラブ。2021年1月現在